# 야철장
야철장은 전라남도 진도군 임회면 석교리에 있다. 2001년 10월 30일 진도군의 향토문화유산 제3호로 지정되었다.

## 개요
야철장 한영섭은 임회면 봉상리 송정마을 886번지에서 한이룡(韓二龍 ․ 1920~1978)의 3남 3녀 가운데 장남으로 태어났다. 그의 아버지 한이룡은 부친 한성태(韓聖泰 ․ 1889~ ?)로부터 송정에서 대장간 일을 배웠다. 한영섭의 선대는 의신면 옥대에서 살았으나 그의 할아버지 한성태가 송정 대장간 판을 인수해 이사 온 뒤 둘째아들이자 한영섭의 부친인 한이룡을 가르쳐 이웃 연동(蓮洞)으로 분가시켜 대장간 일을 시켰고, 한이룡은 다시 1947년 연동으로부터 십일시 장터 대장간을 사서 이사했다.
한영섭의 큰집 한성학의 가계 또한 옥대에서 대장간을 해 한일룡(韓日龍)→한상인(韓相仁) 등 2대가 계속했다. 그리고 한영섭의 할아버지 한성태의 송장 대장간은 셋째아들 한삼룡(韓三龍 ․ 1937~ )이 운영했다.
한영섭은 임회면 봉상이 송정에서 태어나 두 살 때 십일시로 아버지를 따라 옮겨 산 뒤 1965년 석교중학교를 졸업, 이해부터 아버지 일을 도왔다. 4년 후 대장간에서 가장 어렵다는 볼다리 달기 일을 혼자 할 수 있을 만큼 일이 숙달되었는데 오늘날까지 44년째 이 일을 계속하고 있다. 그는 주로 삽을 비롯한 춘새못, 문고리(지도리), 대패, 끌, 큰자귀 등 농가에서 고용되는 모든 철물제품, 목수공구, 조각공구 등을 만들고 있다.